# Vanity Fair (película de 2004)
Vanity Fair, traducida en España como La feria de las vanidades, es una película británica-estadounidense de 2004, dirigida por Mira Nair.

## Argumento
Becky (Angelica Mandy pequeña, Reese Witherspoon grande) es hija de un artista sin éxito y de una corista francesa, pero queda huérfana de pequeña. Siempre soñó con una vida más glamorosa. Todo comienza cuando es contratada por la señorita Pinkerton (Kate Fleetwood) en Chiswick, donde cuidará de los hijos de la familia. Becky se gana a las niñas y, de paso, a Matilda, la tía rica y solterona de la familia. No tarda en convertirse en indispensable, y Matilda acaba confiando ciertos secretos a la inteligente joven. Becky es consciente de que nunca será parte de la sociedad inglesa mientras no se mude a la ciudad, y cuando Matilda la invita a vivir en su casa de Londres, la joven no duda en aceptar. Allí se reúne con su mejor amiga, Amelia Sedley, una joven que ha tenido una vida cómoda y que no comparte las ambiciones de Becky. Sin alejarse de la familia que ya conoce tan bien, Becky se casa en secreto con el heredero, Rawdon Crawley. Cuando Matilda se entera, echa a los recién casados de su casa. Napoleón invade Europa, y Rawdon se hace voluntario para luchar en primera línea. Becky, embarazada, hace compañía y anima a la desesperada Amelia, cuyo marido George Osborne ha sido llamado a filas. Cuando George muere en la batalla de Waterloo, la amistad que unía a Becky con Amelia se rompe sin remedio. Rawdon regresa sano y salvo. Becky da a luz un niño, pero la posguerra es dura y Rawdon se hunde cada vez más en deudas contraídas por su adicción al juego y a las apuestas. Más decidida que nunca a entrar en la sociedad de Londres y a vivir bien, Becky encuentra un protector en el poderoso marqués de Steyne. El caprichoso Steyne permite que Becky alcance su sueño, aunque el precio final quizá sea demasiado alto incluso para ella.

## Reparto
- Reese Witherspoon como Rebecca "Becky" Sharp Crawley.
- Angelica Mandy como a young Becky Sharp.
- Romola Garai como Amelia Sedley Osborne.
- Sophie Hunter[1] como Maria Osborne
- James Purefoy como Colonel Rawdon Crawley.
- Jonathan Rhys-Meyers como Captain George Henry Osborne.
- Rhys Ifans como Major William Dobbin.
- Eileen Atkins como Miss Matilda Crawley.
- Geraldine McEwan como the Countess of Southdown.
- Gabriel Byrne como the Marquess of Steyne.
- Bob Hoskins como Sir Pitt Crawley the Elder.
- Douglas Hodge como Sir Pitt Crawley the Younger.
- Natasha Little como Lady Jane Sheepshanks Crawley.
- John Woodvine como Lord Bareacres.
- Barbara Leigh-Hunt como Lady Bareacres.
- Nicholas Jones como Lord Darlington.
- Sian Thomas como Lady Darlington.
- Trevor Cooper como General Tufto.
- Kelly Hunter como the Marchioness of Steyne.
- Camilla Rutherford como Lady Gaunt.
- Alexandra Staden como Lady George.
- Jim Broadbent como Mr. Osborne
- Tony Maudsley como Joseph "Jos" Sedley.
- John Franklyn-Robbins como Mr. John Sedley
- Deborah Findlay como Mrs. Mary Sedley.
- Daniel Hay como little George "Georgy" Osborne the Younger.
- Tom Sturridge como a young George "Georgy" Osborne the Younger.
- Kathryn Drysdale como Rhoda Swartz.
- Kate Fleetwood como Miss Pinkerton.
- Richard McCabe como King George IV.
- Gledis Cinque como an older Celia Crawley.
- William Melling como the young Rawdy Crawley.
- Robert Pattinson como an older Sir Rawdon "Rawdy" Crawley the Younger (escenas eliminadas).[2][3]